# Hermann Herder (Verleger, 1926)

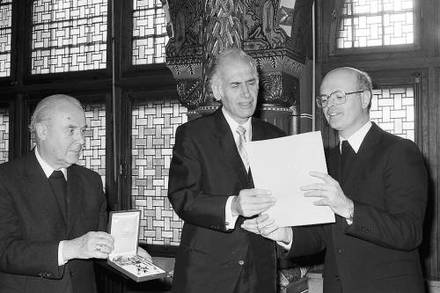
Hermann Herder (Mitte) mit Erzbischof Oskar Saier (rechts) in Freiburg, 1981

Hermann Joseph Romano Herder-Dorneich, kurz Hermann Herder, (* 19. Januar 1926 in Rom; † 12. November 2011 in Freiburg im Breisgau) war ein deutscher Verleger. Er war von 1963 bis 1999 in fünfter Generation Chef des Herder-Verlags, des größten deutschen Verlages für Katholische Theologie und Religion.

## Leben
Hermann Herder-Dorneich wurde 1926 in Rom als ältester Sohn des Verlegers Theophil Herder-Dorneich und dessen Frau Elisabeth, geb. Herder, geboren. Er wurde kurz vor Kriegsende zur Wehrmacht eingezogen und erlebte nach einem Offizierslehrgang das Ende des Krieges im Raum Cuxhaven.
Zunächst begann er ein Studium der Kunstgeschichte. Nach dem Studium der Rechtswissenschaften wurde er 1952 mit einer Arbeit über Verleger- und Urheberrecht in spanischsprachigen Ländern promoviert. Von 1953 bis 1955 absolvierte Herder-Dorneich in Barcelona eine Lehre als Buchhändler. Danach volontierte er in einem Bankhaus und einer Druckerei. 1957 trat Herder-Dorneich in den Verlag Herder ein, der mehr als 150 Jahren zuvor in Meersburg gegründet worden war. 1963 wurde Hermann Herder-Dorneich von der Eigentümerfamilie mit der Leitung des katholischen Verlagshauses betraut. Seit 1981 führt Hermann Herder-Dorneich offiziell den Namen Hermann Herder. Ende der 1990er Jahre zog er sich aus dem Verlagsgeschäft zurück. Hermann Herder war seit 1960 verheiratet und hatte vier Kinder.

## Wirken als Unternehmer
Als Verlagsleiter sorgte Herder für die Fortsetzung der über 100-jährigen enzyklopädischen Arbeit des Verlags mit neu bearbeiteten Auflagen des Lexikons für Theologie und Kirche, dem Staatslexikon und weiteren Fachlexika auf den Gebieten der Pädagogik (Lexikon der Pädagogik in drei Bänden), Kunst, Musik und Biologie. Mittelpunkt von Herders verlegerischer Arbeit blieb das religiöse und theologische Programm. Dabei berücksichtigte er auch Autoren mit neuen theologischen Denkansätzen, was ihn mitunter in Konflikt mit der katholischen Kirche brachte.
Anfang der 1990er Jahre erwarb er den theologischen Verlag Crossroad in New York, investierte in Umbau sowie informationstechnische Modernisierung des Freiburger Verlagssitzes und den Neubau der verlagseigenen Druckerei „Freiburger Graphische Betriebe“. Daraufhin geriet das Unternehmen wirtschaftlich unter Druck. Im Rahmen eines Sozialplans wurden Stellen abgebaut und Herder zog sich sukzessive aus dem Buchhandel zurück. Weite Teile des Immobilienbesitzes und verschiedene Unternehmensbeteiligungen – darunter am Badischen Verlag in Freiburg – wurden veräußert. 1997 übernimmt Herder den Verlag Josef Knecht/Carolusdruckerei in Frankfurt am Main. Im Jahr 2000 übergibt Hermann Herder die Verlagsgeschäfte endgültig an drei seiner Kinder – die sechste Verlegergeneration – Gwendolin Herder, Raimund Herder und den jetzigen Geschäftsführer des Verlags Herder Manuel Herder (* 1966).
Das unternehmerische Geschick Hermann Herders kann kritisch beurteilt werden. Demzufolge wäre eine frühzeitige Sanierung des Unternehmens Ende der 1980er Jahre möglicherweise eher angeraten gewesen als die fortgesetzte Expansions- und Investitionstrategie, zumal die Investitionen auch die Geschwister Hermann Herders als Mitgesellschafter und nicht zuletzt die vom Stellenabbau betroffenen Betriebsangehörigen mit in die Pflicht nahmen. 1997 traten alle Geschwister Hermann Herders nach einem Rechtsstreit um die Absicherung der Investitionen aus dem Gesellschafterkreis aus.

## Ämter und Auszeichnungen
Von 1965 an war Hermann Herder Schatzmeister des Börsenvereins des Deutschen Buchhandels sowie für einige Jahre Vorsitzender der Vereinigung des Deutschen Buchhandels. Hermann Herder war Mitglied im Kuratorium der Eugen-Biser-Stiftung.
Hermann Herder wurde am 29. April 1956 in Neuburg in den Ritterorden vom Heiligen Grab zu Jerusalem investiert; bereits sein Vater Theophil Herder-Dorneich war Grabesritter. Hermann Herder war Präsident der Südwestdeutschen Provinz der Grabesritter. Dem Bund Katholischer Unternehmer (BKU) gehörte er seit 1958 an. 1984 wurde er für seine langjährige Verbundenheit mit der Universität Freiburg mit der Universitätsmedaille in Silber ausgezeichnet. 1986 erhielt er die Verdienstmedaille des Landes Baden-Württemberg und 2002 das Bundesverdienstkreuz.